# Millepertuis à grandes fleurs
Hypericum calycinum
Espèce
Classification APG III (2009)
Le Millepertuis à grandes fleurs (Hypericum calycinum) est une espèce de plantes à fleurs de la famille des Clusiacées selon la classification classique ou des Hypéricacées selon la classification phylogénétique. C'est un arbrisseau vivace souvent rampant originaire de Grèce, de Bulgarie et de Turquie.
Il est un des parents de l'hybride Hypericum x hidcoteense 'Hidcote'.

## Autres noms communs
Millepertuis à calice persistant, Millepertuis arbustif, Millepertuis calicinal ou Millepertuis calicin.

## Description
C'est un arbrisseau qui mesure généralement dans les 50 cm de haut. Son feuillage est persistant, et ses fleurs jaunes vif et assez grandes fleurissent de juin à octobre.

## Distribution
Originaire de Grèce, de Bulgarie et de Turquie, cette plante a été introduite dans de nombreuses autres régions du monde (Europe occidentale, Amérique du Nord) à des fins ornementales.